# برهم‌کنش زیستی

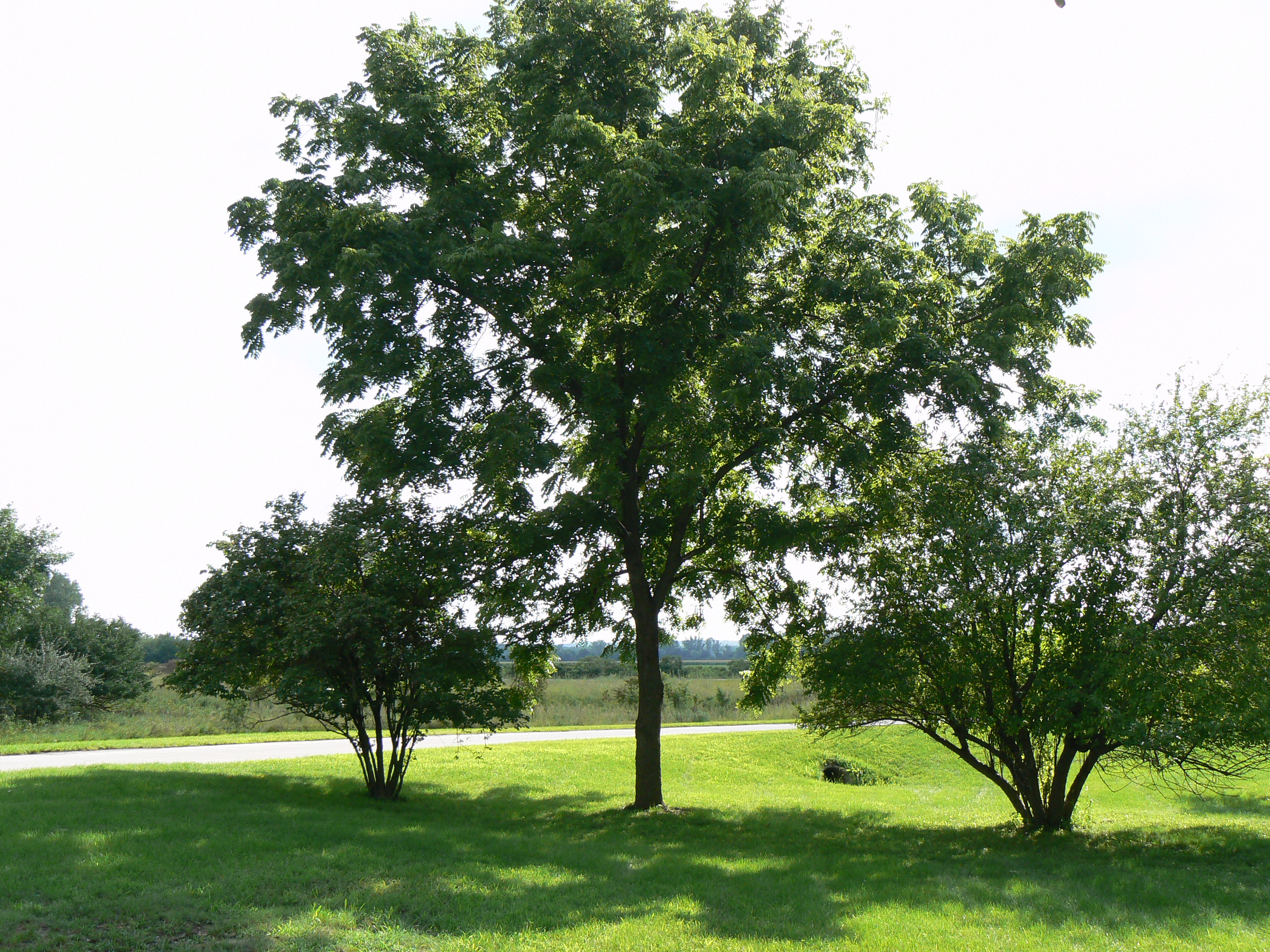
گردوی سیاه ماده‌ای شیمیایی از ریشه خود ترشح می‌کند که به گیاهان همسایه آسیب می‌رساند که نمونه‌ای از تضاد رقابتی است.

در بوم‌شناسی، یک برهم‌کنش زیستی (به انگلیسی: Biological interaction) اثری است که یک جفت جاندار زنده در یک جامعه روی یکدیگر می‌گذارند. آنها می‌توانند از یک گونه (برهمکنش‌های درون‌گونه‌ای) یا از گونه‌های دیگر (برهم‌کنش‌های برون‌گونه‌ای) باشند. این اثرات ممکن است کوتاه‌مدت، مانند گرده‌افشانی و شکار، یا بلندمدت باشند. هر دو اغلب به شدت بر تکامل گونه‌های درگیر تأثیر می‌گذارند. یک برهم‌کنش طولانی‌مدت همزیستی نامیده می‌شود. همزیستی‌ها از همزیستی دوسویه، سودمند برای هر دو شریک، تا رقابت، زیان‌آور برای هر دو شریک متغیر است. برهم‌کنش‌ها می‌تواند غیرمستقیم، از طریق واسطه‌هایی مانند منابع مشترک یا دشمنان مشترک باشد. این نوع رابطه را می‌توان با اثر خالص بر اساس تأثیرات فردی بر روی هر دو موجود در این رابطه نشان داد.

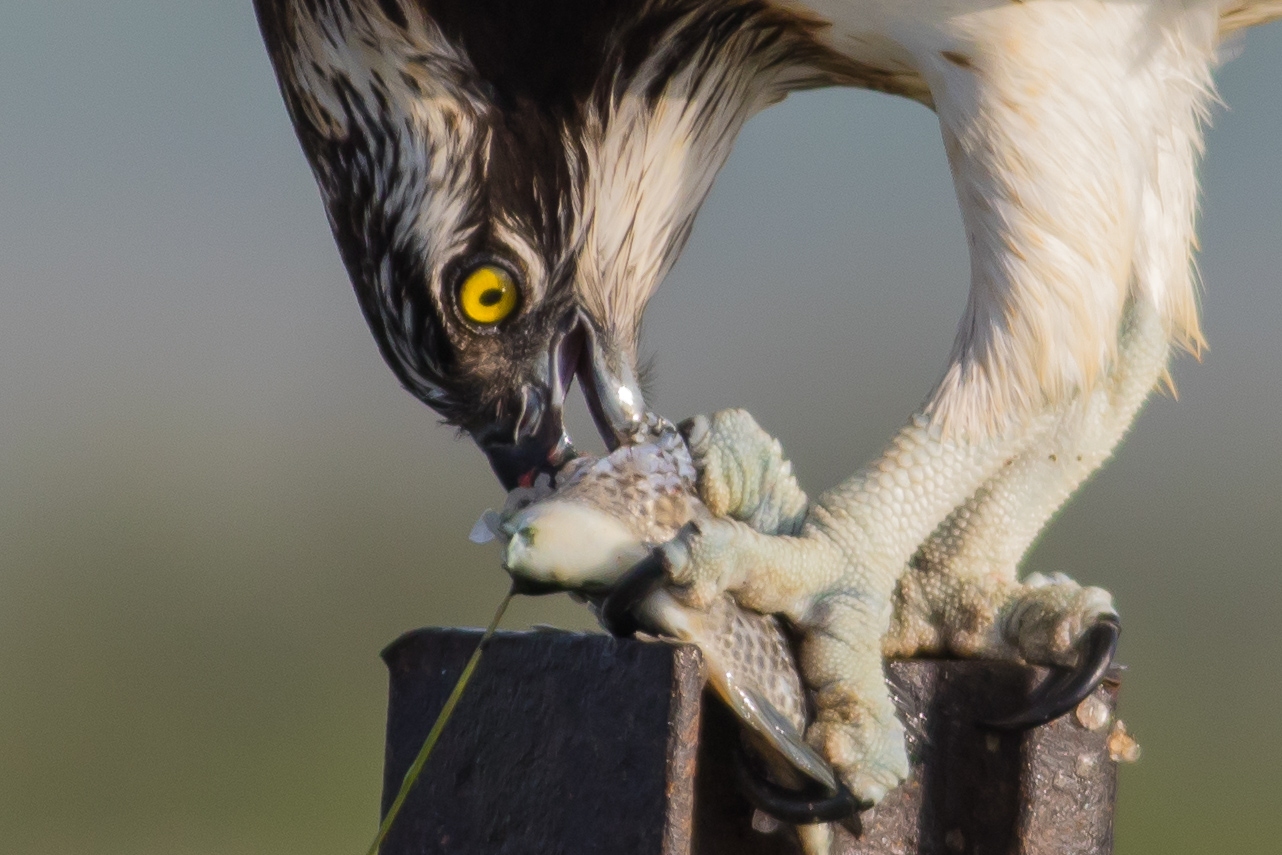
شکار یک برهم‌کنش کوتاه‌مدت است که در آن شکارگر، در اینجا یک عقاب ماهیگیر، طعمه خود را می‌کشد و می‌خورد.

شش نوع ممکن از رابطه همزیستی، از سود دوسویه تا آسیب دوسویه